# Топкий Овраг
Топкий Овраг — опустевший поселок в Лысогорском районе Саратовской области. Входит в состав Гремячинского муниципального образования.

## География
Находится на расстоянии примерно 23 километров по прямой на восток-юго-восток от районного центра поселка Лысые Горы.

## История
Официальная дата основания 1910 год. Пол состоянию на 2020 год поселок опустел и превратился в урочище.

## Население
Постоянное население составило 0 человек в 2002 году, 0 в 2010.